# Jacopo Amigoni
Jacopo Amigoni (alternatieve namen: Jacob Amigoni, Giacomo Amiconi) (Napels, 1682 - Madrid, 1752) was een Italiaans kunstschilder. Hij reisde door heel Europa en was een van de belangrijkste kunstenaars binnen de rococo.

## Leven
Van zijn jonge jaren is vrij weinig bekend. Wel is bekend dat hij door Europa heeft gereisd. In 1711 was hij in Venetië. Daarna reisde hij door naar Beieren waar hij van 1719 tot 1728 kerken en paleizen decoreerde. In 1726 reisde hij kort terug naar Venetië en combineerde dit met Rome en Napels. Na zijn terugkeer in Beieren, reisde hij al snel door naar Engeland, via Holland. Hier bleef hij wonen en werken tot 1739. Van 1736 tot 1739 verbleef hij in Parijs, maar bij terugkomst in Engeland besloot hij om terug te keren naar Venetië. Hij woonde hier tot 1747 en verhuisde daarna naar Madrid, waar hij in 1752 kwam te overlijden.
In 1738 trouwde hij met Maria Antonia Marchesini. Samen kregen zij een dochter, Caterina Amigoni Castellini.

## Werk
Hij maakte schilderijen, muurschilderingen, gravures en tekeningen. Zijn oeuvre bestaat uit historiestukken en portretten.

## Lijst van schilderijen
| Titel                                                                          | Datering  | Verblijfplaats                      | Afbeelding |
| ------------------------------------------------------------------------------ | --------- | ----------------------------------- | ---------- |
| Consul Marcus Curius Dentatus verkiest rapen boven de geschenken der Samnieten | 1736-1739 | Museum Bredius, Den Haag            |            |
| Hannibal zweert vijandschap aan Rome                                           | 1711-1752 |                                     |            |
| Portret van Carolina van Hannover                                              | 1730      |                                     |            |
| Juno ontvangt het hoofd van Argos                                              | 1730-1732 | Moor Park, Hertfordshire - Engeland |            |
| De ontmoeting van Marcus Antonius en Cleopatra                                 | 1734      |                                     |            |
| Portret van Anna van Hannover (1709-1759)                                      | 1725-1749 |                                     |            |
| Portret van de castrato Carlo Boschi, Farinelli (1705-1782)                    | 1725-1749 |                                     |            |
| De schoorsteenvegersjongen                                                     | 1700-1752 |                                     |            |